# Italianca în Alger
Italianca în Alger  (titlul original: în italiană L’italiana in Algeri) este o opera buffa (titlul original: "dramma giocoso per musica") de Gioachino Rossini în două acte cu un libret de Angelo Anelli. Premiera a avut loc pe 22 mai 1813 în Teatro San Benedetto din Veneția.

## Personaje
- Mustafà, Beiul Algerului (bas)
- Elvira, soția lui Mustafà	(soprană)
- Zulma, o sclavă, confidenta Elvirei (mezzo-soprană)
- Lindoro, un tânăr prizonier italian, sclavul favorit al lui Mustafà	(tenor)
- Isabella, o tânără italiană, iubita lui Lindoro (contralto)
- Taddeo, însoțitorul Isabellei	(buffo)
- Ali, căpitanul corsarilor algerieni (basso buffo)
- Corul eunucilor din serai, corsarilor algerieni, de sclavi italieni, gărzi, sclavi, sclave, marinari.

## Rezumat
Acțiunea operei are loc în Alger în jurul anului 1810. Mustafà, bei-ul Algerului, s-a săturat de soția sa Elvira. Pentru a scăpa de ea, el vrea să o căsătorească cu sclavul său italian Lindoro. Confidentul său Ali, urmează să-l conducă la o italiancă plină de temperament, ca înlocuitoare. Lindoro, care se îndrăgostise de Isabella înainte de a fi luat prizonier și făcut sclav, a refuzat oferta lui Mustafà.
Isabella a plecat între timp să-l caute pe Lindoro cu Taddeo, însă nava lor a eșuat în largul coastei Algeriei. Ali profită de ocazie pentru a-i îndeplini dorința stăpânului său. Taddeo reușește să rămână cu Isabella, dându-se drept unchiul ei. Pentru a scăpa de Elvira, Mustafà îi promite lui Lindoro că îl va lăsa să plece în Italia dacă o va lua cu el pe Elvira ca nevastă.
Isabella ajunge la curtea lui Mustafà Bey, care imediat se îndrăgostește de ea. Lindoro sosește cu Elvira pentru a-și lua rămas bun înainte de plecare. Lindoro și Isabella se recunosc imediat. Iute la minte, Isabella îl îndeamnă pe Mustafà să o păstreze pe Elvira ca soție și să-i lase pe Lindoro în seama ei, dacă pune preț pe favorurile ei.
Mustafà este complet îndrăgostit de Isabella însă ea îl iubește pe Lindoro, care o poate convinge cu ușurință că îi este încă fidel. Ei decid să fugă. Pentru a o câștiga pe Isabella, Mustafà îi numește „unchiul” Taddeo drept „caimacam” (locțiitor). Mustafà, Taddeo și Lindoro o observă în secret pe Isabella, care vrea să se facă frumoasă pentru „iubitul” ei. Mustafà îl trimite pe Lindoro să o ia pe Isabella și îi cere lui Taddeo să-l lase singur cu Isabella de îndată ce strănută. Nu iese însă nimic din tête-à-tête, deoarece Taddeo refuză să plece, iar Isabella îi cere Elvirei să li se alăture.
Isabella îi promite lui Mustafà să-l numească „Pappataci” („gluton”). Nu e greu, un Pappataci nu face altceva decât să mănânce, să bea și să doarmă. El trebuie să jure că va mânca o masă bogată la ceremonia de admitere, fără să acorde atenție la ceea ce se întâmplă în jurul lui. Isabella, Lindoro și ceilalți italieni folosesc asta pentru a fugi. Mustafà recunoaște păcăleala prea târziu și își acceptă soarta.

## Galerie de imagini

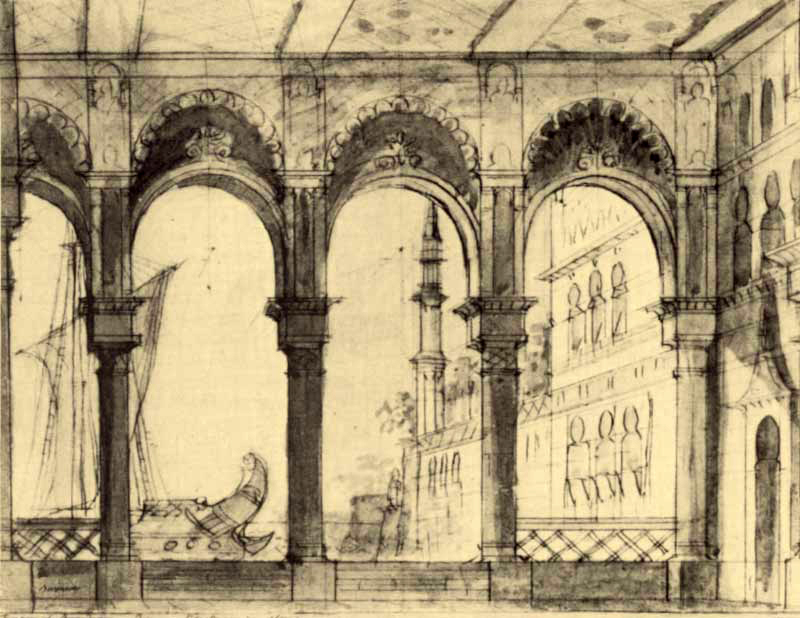
Scenografia de Francesco Bagnara (1784-1866) pentru premiera Italianca în Alger, Teatro San Benedetto, 1826.
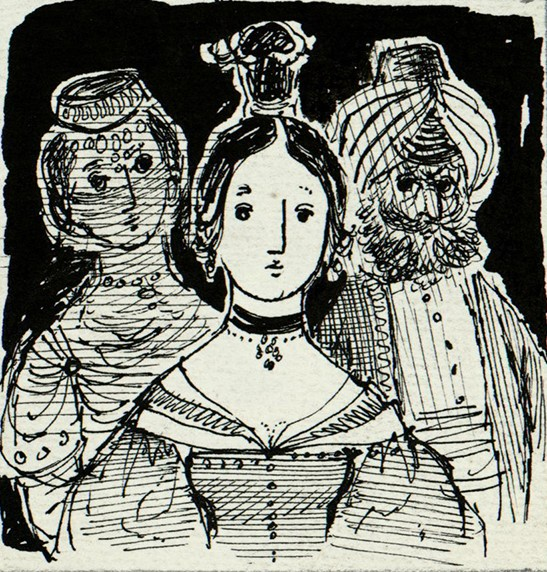
Desen de Peter Hoffer pe coperta libretului Italianca în Alger (nedatat)
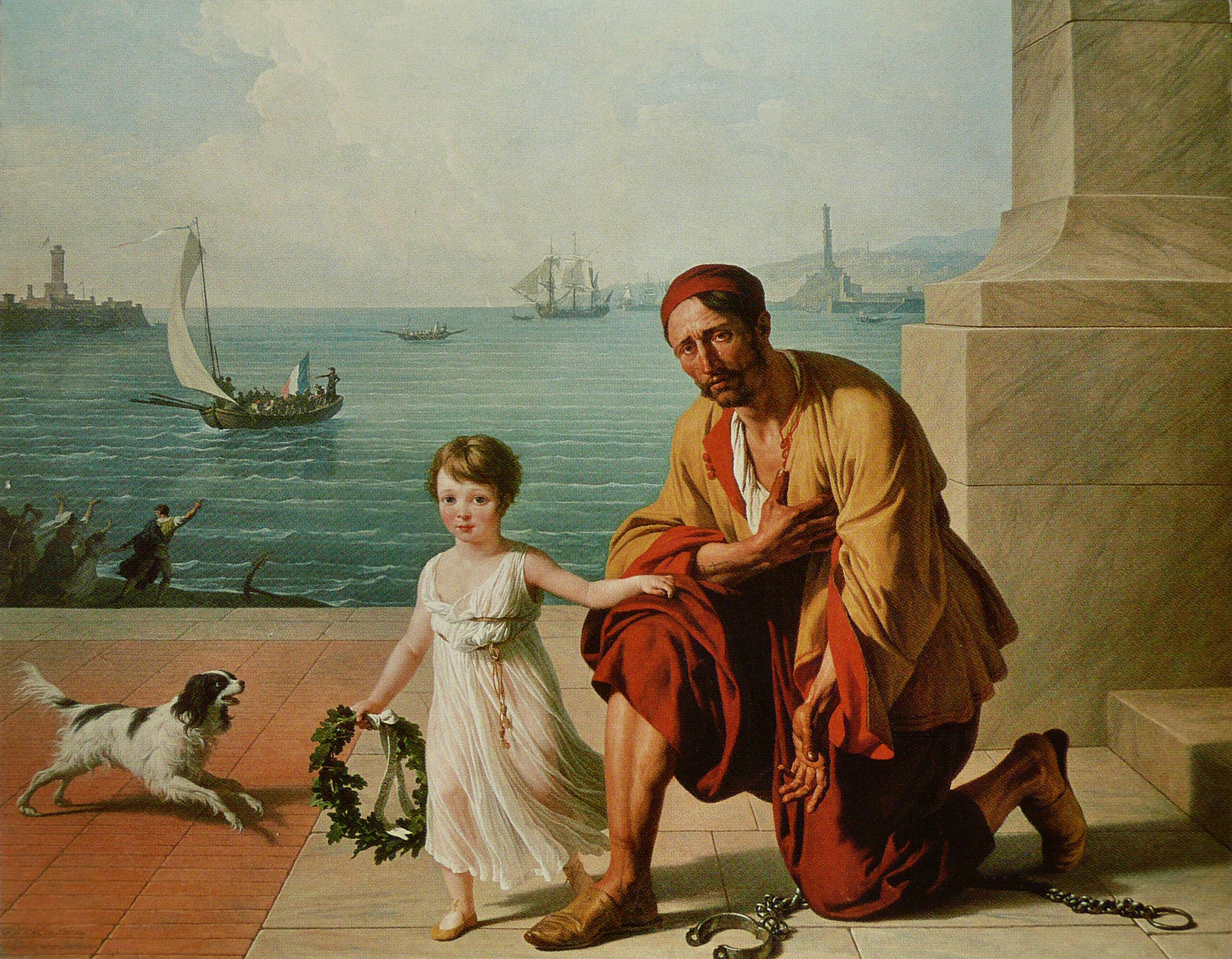
Alegoria eliberării sclavilor din Alger de Jérôme Bonaparte în 1805 (pictură în ulei de François-André Vincent, 1806)